# HTI Group
High Technology Industries S.p.A. of HTI Group is een holding opgebouwd rond het Italiaanse bedrijf Leitner. De holding is gevestigd in Sterzing in Zuid-Tirol. HTI Group de grootste fabrikant van kabelbanen en skiliften wereldwijd.
Toen de firma Leitner in 1993 in financiële moeilijkheden was, kocht de Zuid-Tiroolse vastgoedondernemer Michael Seeber twee van de drie eigenaars uit en ging hij samenwerken met de derde. In 2000 werd de Franse firma Poma opgekocht en begon de uitbreiding en diversificatie van de Leitner-holding. In 2016 nam Anton Seeber het voorzitterschap over van zijn vader.

## Bartholet Maschinenbau AG
Bartholet is een Zwitsers bedrijf dat kabelbanen en skiliften produceert. Het is gevestigd in Flums en telt meer dan 450 personeelsleden. 
De firma werd eind jaren '60 opgericht door Anton Bartholet. Ze bouwde haar eerste eigen kabelbaan in 1976, waarna het bedrijf volop sleepliften begon te bouwen. In 1981 leverde ze haar eerste stoeltjeslift op. In 2014 kocht Bartholet concurrent Gangloff op. Sinds 2022 valt Bartholet onder de HTI holding.

## Leitner AG / SpA
Leitner is een Italiaans bedrijf dat kabelbanen, pistenbully's en windturbines produceert. Het werd in 1888 opgericht en behoort sinds 2003 toe aan de HTI holding. De firma telt zo'n 3700 werknemers.

## Prinoth AG

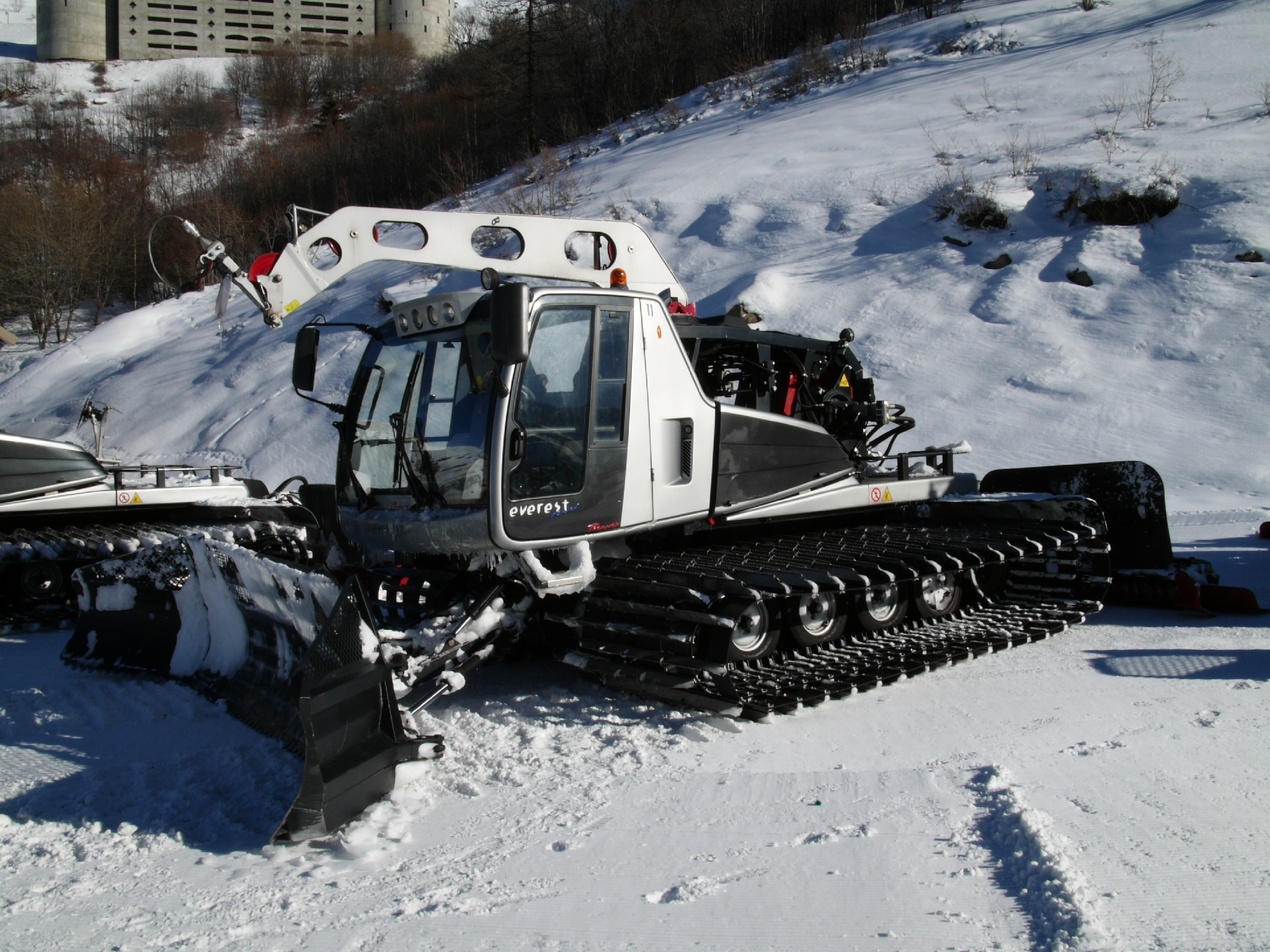
Prinoth Everest-pistenbully

Prinoth is een dochteronderneming van Leitner die pistenbully's en andere werktuigen op rupsbanden produceert. De geschiedenis van het bedrijf voert terug tot een garage opgericht in 1951 door coureur Ernesto Prinoth. In 1964 produceerde Prinoth een eerste pistenbully. In 2000 kwam Prinoth in handen van Leitner en daarmee van de HTI Group. Behalve pistenbully's bouwt Prinoth ook zware werkmachines op rupsbanden (na de overname van het Canadese Camoplast in 2009) en houtmulchers op rupsbanden (na de overname van het Duitse AHWI in 2011).

## Overige
- Agudio (industriële kabelbanen)
- Demaclenko (sneeuwmachines)
- Leitwind (windturbines)
- MiniMetro (people movers)
- Poma (kabelbanen)
- Leitner-Poma of America (kabelbanen)
- Skytrac (kabelbanen)
- SigmaCabins (cabines)